# Premis i nominacions de Miley Cyrus

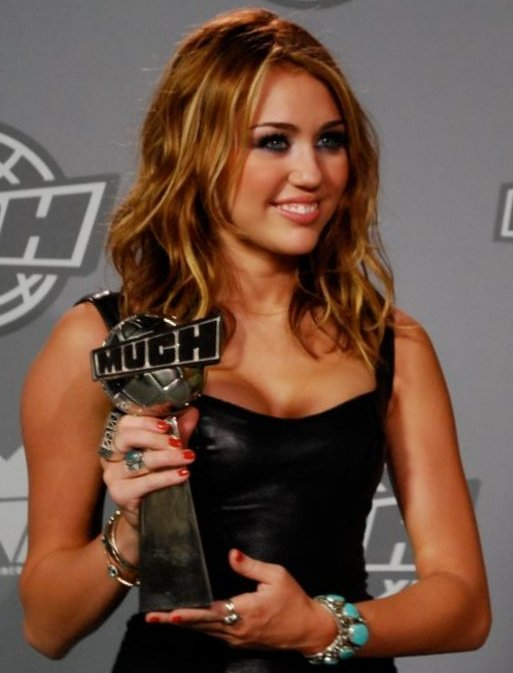
Cyrus en els MuchMusic Video Awards 2010 amb el seu premi al Millor Vídeo d'Artista Internacional

Aquest annex mostra els premis i nominacions obtinguts per la cantant nord-americana Miley Cyrus, qui en 2007 va signar amb la companyia discogràfica Hollywood Records. En total ha rebut cent setanta-nou nominacions en la seva carrera, de les quals n'ha guanyat 135 sense comptar els premis de Hannah Montana fins a l'any 2014. Cyrus es caracteritza per haver guanyat dotze Kids Choice Awards de diversos països, com Austràlia, Anglaterra, Estats Units, entre d'altres. També va guanyar disset Teen Choice Awards, dos Gracie Allen Awards per la seva participació en la sèrie Hannah Montana, entre altres premis. El 2015, Cyrus va ser nominada als Premis Grammy en la categoria Millor Àlbum Pop Vocal.

## American Music Awards
Els American Music Awards, també coneguts com AMA, són uns premis lliurats a la millor de la música americana, creats per Dick Clark el 1973. Miley Cyrus ha estat nominada dues vegades per la banda sonora de Hannah Montana.
| Any  | Categoria           | Treball                              | Resultat |
| ---- | ------------------- | ------------------------------------ | -------- |
| 2009 | Favorite Soundtrack | Hannah Montana: The Movie Soundtrack | Nominada |
| 2009 | Favorite Soundtrack | Hannah Montana Season 3 Soundtrack   | Nominada |

| Any  | Categoria           | Treball                              | Resultat |
| ---- | ------------------- | ------------------------------------ | -------- |
| 2009 | Favorite Soundtrack | Hannah Montana: The Movie Soundtrack | Nominada |
| 2009 | Favorite Soundtrack | Hannah Montana Season 3 Soundtrack   | Nominada |

## amfAR Awards
| Any  | Categoria                     | Treball     | Resultat   |
| ---- | ----------------------------- | ----------- | ---------- |
| 2014 | Premi Solidari al Millor Ídol | Miley Cyrus | Guanyadora |
| 2015 | Premi Solidari Inspiration    | Miley Cyrus | Guanyadora |

## ASCAP Pop Music Awards
| Any  | Categoria    | Treball         | Resultat   |
| ---- | ------------ | --------------- | ---------- |
| 2010 | Millor Cançó | «The Climb»     | Guanyadora |
| 2015 | Millor Cançó | «Wrecking Ball» | Guanyadora |

## Bafta Children's Awards
| Any  | Categoria             | Treball        | Resultat   |
| ---- | --------------------- | -------------- | ---------- |
| 2008 | Niños BAFTA Votan: TV | Hannah Montana | Guanyadors |
| 2009 | Niños BAFTA Votan: TV | Hannah Montana | Guanyadors |

## BAM Awards
| Any  | Categoria    | Treball                               | Resultat |
| ---- | ------------ | ------------------------------------- | -------- |
| 2009 | Millor Cançó | The Climb - Hannah Montana: The Movie | Nominada |

## BMI Awards

### BMI London Awards
| Any  | Categoria    | Treball       | Resultat   |
| ---- | ------------ | ------------- | ---------- |
| 2014 | Millor Cançó | Wrecking Ball | Guanyadora |

### BMI Pop Awards
| Any  | Categoria    | Treball             | Resultat   |
| ---- | ------------ | ------------------- | ---------- |
| 2008 | Millor Cançó | See You Again       | Guanyadora |
| 2010 | Millor Cançó | The Climb           | Guanyadora |
| 2011 | Millor Cançó | Party in the U.S.A. | Guanyadora |
| 2018 | Millor Cançó | Malibu              | Guanyadora |

## Bambi Awards
| Any  | Categoria                        | Treball     | Resultat   |
| ---- | -------------------------------- | ----------- | ---------- |
| 2013 | Millor Artista Pop Internacional | Miley Cyrus | Guanyadora |

## Billboard Awards

### Billboard Music Awards
| Any  | Categoria                        | Treball         | Resultat   |
| ---- | -------------------------------- | --------------- | ---------- |
| 2014 | Millor Artista                   | Miley Cyrus     | Nominada   |
| 2014 | Millor Artista Femenina          | Miley Cyrus     | Nominada   |
| 2014 | Millor Artista del Hot 100       | Miley Cyrus     | Nominada   |
| 2014 | Millor Artista del Digital Songs | Miley Cyrus     | Nominada   |
| 2014 | Millor Artista Social            | Miley Cyrus     | Nominada   |
| 2014 | Millor Artista "Streaming"       | Miley Cyrus     | Guanyadora |
| 2014 | Millor Cançó del Hot 100         | «Wrecking Ball» | Nominada   |
| 2014 | Millor Vídeo "Streaming"         | «Wrecking Ball» | Guanyadora |
| 2014 | Millor Vídeo "Streaming"         | «We Can't Stop» | Nominada   |
| 2015 | Millor Artista Social            | Miley Cyrus     | Nominada   |

### Billboard Mid-Year Music Awards
| Any  | Categoria            | Treball         | Resultat   |
| ---- | -------------------- | --------------- | ---------- |
| 2013 | Millor Vídeo Musical | «We Can't Stop» | Guanyadora |
| 2013 | Millor Retorn        | Miley Cyrus     | Guanyadora |
| 2013 | Millor Estil         | Miley Cyrus     | Guanyadora |
| 2014 | Millor Gira          | Bangerz Tour    | Nominada   |
| 2014 | Millor Estil         | Miley Cyrus     | Guanyadora |
| 2015 | Millor Estil         | Miley Cyrus     | Nominada   |

### Billboard’s Readers Poll Awards
| Any  | Categoria                                  | Treball                                   | Resultat   |
| ---- | ------------------------------------------ | ----------------------------------------- | ---------- |
| 2013 | Millor Artista                             | Miley Cyrus                               | Nominada   |
| 2013 | Millor Retorn Musical del 2013             | Miley Cyrus                               | Guanyadora |
| 2013 | Millor Cançó en el #1 de Billboard Hot 100 | «Wrecking Ball»                           | Guanyadora |
| 2013 | Millor Álbum en el #1 de Billboard 200     | «Bangerz»                                 | Nominada   |
| 2013 | Millor Videoclip                           | «Wrecking Ball»                           | Nominada   |
| 2013 | Moment més impactant                       | Actuació en los MTV VMA                   | Guanyadora |
| 2013 | Millor Sensació Viral                      | «Wrecking Ball»                           | Guanyadora |
| 2013 | Millor Actuació TV                         | «Wrecking Ball» en los AMA's              | Nominada   |
| 2013 | Artista més Exposada                       | Miley Cyrus                               | Guanyadora |
| 2013 | Millor Estil                               | Miley Cyrus                               | Nominada   |
| 2013 | Millor Baralla                             | Miley Cyrus vs Sinéad O'Connor            | Nominada   |
| 2013 | Millor Col·laboració                       | Ashtrays and Heartbreaks (con Snoop Lion) | Nominada   |

### Billboard Touring Awards
| Any  | Categoria                                 | Treball      | Resultat   |
| ---- | ----------------------------------------- | ------------ | ---------- |
| 2008 | Artista Revelació                         | Miley Cyrus  | Guanyadora |
| 2014 | Eventful Fans' Choice Award - Millor gira | Bangerz Tour | Nominada   |

## BenBoard Music Awards
| Any  | Categoria                    | Treball         | Resultat   |
| ---- | ---------------------------- | --------------- | ---------- |
| 2013 | Millor vídeo musical         | «Wrecking Ball» | Guanyadora |
| 2013 | Millor cançó hip-hop         | «23»            | Guanyadora |
| 2013 | Millor col·laboració hip-hop | «23»            | Guanyadora |
| 2013 | Millor banger club           | «23»            | Nominada   |
| 2013 | Millor artista pop           | Miley Cyrus     | Nominada   |
| 2013 | Millor àlbum pop             | Bangerz         | Nominada   |

## BreakTudo Awards
| Any   | Categoria    | Treball                      | Resultat |
| ----- | ------------ | ---------------------------- | -------- |
| 2016, | Miley Cyrus  | Millor artista internacional | Nominada |
| 2017  | Miley Cyrus  | Millor artista internacional | Nominada |
| 2017  | "Malibu"     | Millor video                 | Nominada |
| 2020  | "Slide Away" | Himno de l'Any               | Pendent  |

## BRIT Awards
Els Brit Awards, són presentats per la British Phonographic Industry, en entrega a la música pop.
| Any  | Categoria                      | Treball                     | Resultat |
| ---- | ------------------------------ | --------------------------- | -------- |
| 2020 | Cançó de l'Any                 | Nothing Breaks Like a Heart | Nominada |
| 2021 | Artista Femenina Internacional | Miley Cyrus                 | Pendent  |

## British LGBT Awards
| Any  | Categoria                     | Treball                 | Resultat   |
| ---- | ----------------------------- | ----------------------- | ---------- |
| 2015 | Icona Musical                 | Miley Cyrus             | Nominada   |
| 2017 | Artista de l'any              | Miley Cyrus             | Guanyadora |
| 2017 | Top 10 de Millors Artistes    | Miley Cyrus             | Guanyadora |
| 2017 | Top 10 Iniciatives Solidarias | Happy Hippie Foundation | Guanyadora |

## Broadcast Film Critics Association Awards
| Any  | Categoria    | Treball                     | Resultat |
| ---- | ------------ | --------------------------- | -------- |
| 2008 | Millor Cançó | I Thought I Lost You - Bolt | Nominada |

## Capricho Awards
| Any  | Categoria                    | Treball                      | Resultat   |
| ---- | ---------------------------- | ---------------------------- | ---------- |
| 2010 | Millor cantant internacional | Miley Cyrus                  | Nominada   |
| 2010 | Millor cançó internacional   | «Party in the U.S.A.»        | Nominada   |
| 2010 | Millor sèrie                 | Hannah Montana               | Nominada   |
| 2010 | Pel·lícula de l'Any          | La Última Cançó              | Nominada   |
| 2010 | Millor petó fictici          | La Última Cançó              | Nominada   |
| 2010 | Diva de l'Any                | Miley Cyrus                  | Nominada   |
| 2010 | Millor Portada CH            | Miley Cyrus                  | Nominada   |
| 2011 | Millor TV Show               | Miley Cyrus                  | Guanyadora |
| 2012 | Millor Parella               | Miley Cyrus & Liam Hemsworth | Guanyadora |
| 2012 | Millor estil                 | Miley Cyrus                  | Nominada   |
| 2012 | Momento de l'any             | Miley Cyrus                  | Nominada   |
| 2012 | Millor Twitter               | Miley Cyrus                  | Nominada   |
| 2013 | Millor cantant internacional | Miley Cyrus                  | Nominada   |
| 2013 | Hit internacional            | «We Can't Stop»              | Nominada   |
| 2013 | Hit internacional            | «We Can't Stop»              | Nominada   |
| 2013 | Millor video internacional   | «We Can't Stop»              | Nominada   |
| 2013 | Moment de l'any              | Actuació en los MTV VMA      | Guanyadora |
| 2013 | "Parella que quiere volver"  | Miley Cyrus & Liam Hemsworth | Nominada   |
| 2013 | Millor portada CH            | Miley Cyrus                  | Nominada   |
| 2013 | Millor Twitter               | Miley Cyrus                  | Nominada   |
| 2013 | Millors fans                 | Smilers                      | Nominada   |
| 2014 | Millor show al Brasil        | Bangerz Tour                 | Nominada   |
| 2014 | Millors fans                 | Smilers                      | Nominada   |
| 2014 | Millor portada Capricho      | Miley Cyrus                  | Nominada   |

## Celebs Gone Good Awards
| Any  | Categoria                     | Treball     | Resultat   |
| ---- | ----------------------------- | ----------- | ---------- |
| 2014 | Premi per la seva solidaritat | Miley Cyrus | Nominada   |
| 2015 | Premi per la seva solidaritat | Miley Cyrus | Nominada   |
| 2016 | Premi per la seva solidaritat | Miley Cyrus | Nominada   |
| 2017 | Premi per la seva solidaritat | Miley Cyrus | Guanyadora |

## Celebrity Advocate Award
| Any  | Categoria                                                       | Treball     | Resultat   |
| ---- | --------------------------------------------------------------- | ----------- | ---------- |
| 2018 | Premi per la seva lluita pels drets dels animals i el veganisme | Miley Cyrus | Guanyadora |

## City Of Hope
| Any  | Categoria      | Treball     | Resultat   |
| ---- | -------------- | ----------- | ---------- |
| 2009 | Premi Especial | Miley Cyrus | Guanyadora |

## Do Something Awards
| Any  | Categoria | Treball     | Resultat |
| ---- | --------- | ----------- | -------- |
| 2012 | Twitter   | Miley Cyrus | Nominada |

## Emmy Awards
| Any  | Categoria                | Nominado       | Resultat |
| ---- | ------------------------ | -------------- | -------- |
| 2007 | Millor Programa Infantil | Hannah Montana | Nominats |
| 2008 | Millor Programa Infantil | Hannah Montana | Nominats |
| 2009 | Millor Programa Infantil | Hannah Montana | Nominats |
| 2010 | Millor Programa Infantil | Hannah Montana | Nominats |

## EV Gerard Music Awards
| Any  | Categoria               | Treball           | Resultat   |
| ---- | ----------------------- | ----------------- | ---------- |
| 2011 | Millor Video Adolescent | Who Owns My Heart | Guanyadora |

## German Bravo Otto
| Any  | Categoria                       | Treball     | Resultat   |
| ---- | ------------------------------- | ----------- | ---------- |
| 2009 | Actriu de TV Preferida          | Miley Cyrus | Guanyadora |
| 2009 | Cantant Preferida               | Miley Cyrus | Guanyadora |
| 2010 | Millor Estrella de Cinema       | Miley Cyrus | Guanyadora |
| 2014 | Millor Arista Femenina de l'Any | Miley Cyrus | Nominada   |

## GAFFA Awards

### Danish GAFFA Awards
| Any  | Categoria                    | Treball     | Resultat |
| ---- | ---------------------------- | ----------- | -------- |
| 2018 | Àlbum internacional de l'any | Younger Now | Nominada |
| 2018 | Artista solitari de l'any    | Miley Cyrus | Nominada |

### Sweden GAFFA Awards
| Any  | Categoria                          | Treball     | Resultat   |
| ---- | ---------------------------------- | ----------- | ---------- |
| 2013 | Nou artista internacional de l'any | Miley Cyrus | Guanyadora |

## GLAAD Media Awards
| Any  | Categoria                | Treball                                   | Resultat   |
| ---- | ------------------------ | ----------------------------------------- | ---------- |
| 2015 | Vanguard Award           | Miley Cyrus & Happy Hippie Foundation     | Guanyadora |
| 2016 | Outstanding Music Artist | Miley Cyrus - Miley Cyrus & Her Dead Petz | Nominada   |
| 2018 | Outstanding Music Artist | Miley Cyrus - Younger Now                 | Nominada   |

## Global Action Awards
| Any  | Categoria                             | Treball     | Resultat   |
| ---- | ------------------------------------- | ----------- | ---------- |
| 2011 | Premi al Lideratge Mundial dels Joves | Miley Cyrus | Guanyadora |

## Golden Globe Awards
| Any  | Categoria                          | Treball                     | Resultat |
| ---- | ---------------------------------- | --------------------------- | -------- |
| 2009 | Millor Cançó Original - Pel·lícula | I Thought I Lost You - Bolt | Nominada |

## Gracie Allen Awards
| Any  | Categoria                                                             | Treball        | Resultat   |
| ---- | --------------------------------------------------------------------- | -------------- | ---------- |
| 2008 | Millor Protagonista Femenina - Sèrie de Comèdia (Infantil/Adolescent) | Hannah Montana | Guanyadora |
| 2009 | Millor Protagonista Femenina - Sèrie de Comèdia (Infantil/Adolescent) | Hannah Montana | Guanyadora |

## Premis Grammy
Els Premis Grammy els atorga anualment l'Acadèmia Nacional de gravació d'Arts i Ciències.
| Any  | Categoria                 | Treball | Resultat |
| ---- | ------------------------- | ------- | -------- |
| 2015 | Millor àlbum de pop vocal | Bangerz | Nominada |

## Guinness World Records
| Any  | Categoria                                                     | Treball                                                   | Resultat   |
| ---- | ------------------------------------------------------------- | --------------------------------------------------------- | ---------- |
| 2008 | La pel·lícula-concert més taquillera                          | Hannah Montana & Miley Cyrus: Best of Both Worlds Concert | Guanyadora |
| 2010 | L'adolescent amb més cançons en las llistes internacionales   | Miley Cyrus                                               | Guanyadora |
| 2011 | L'adolescent més present en les llistes                       | Miley Cyrus                                               | Guanyadora |
| 2012 | L'adolescent amb més cançons en les llistes dels Estats Units | Miley Cyrus                                               | Guanyadora |
| 2012 | L'adolescent més popular a Twitter                            | Miley Cyrus                                               | Guanyadora |
| 2012 | L'adolescent amb més àlbums que han arribat a ser n° 1        | Miley Cyrus                                               | Guanyadora |
| 2012 | L'adolescent millor pagada                                    | Miley Cyrus                                               | Guanyadora |
| 2015 | L'Artista Pop més buscada d'Internet                          | Miley Cyrus                                               | Guanyadora |

## Houston Film Critics Society Awards
| Any  | Categoria             | Treball                                   | Resultat |
| ---- | --------------------- | ----------------------------------------- | -------- |
| 2008 | Millor cançó original | «I Thought I Lost You» (ft John Travolta) | Nominada |

## Hollywood Awards

### Hollywood Teen TV Awards
| Any  | Categoria                           | Treball        | Resultat |
| ---- | ----------------------------------- | -------------- | -------- |
| 2010 | Música Adolescent: Cançó de l'Any   | Can't Be Tamed | Nominada |
| 2010 | Música Adolescent: Artista Femenina | Miley Cyrus    | Nominada |
| 2010 | Adolescent: Femenina Més Atractiva  | Miley Cyrus    | Nominada |
| 2012 | Usuari de Twitter de l'Any          | Miley Cyrus    | Nominada |

### Hollywood Music Awards
| Any  | Categoria               | Treball     | Resultat   |
| ---- | ----------------------- | ----------- | ---------- |
| 2014 | Millor artista femenina | Miley Cyrus | Guanyadora |

## iHeartRadio Music Awards
| Any  | Categoria             | Treball                  | Resultat   |
| ---- | --------------------- | ------------------------ | ---------- |
| 2014 | Millors lletres       | Wrecking Ball            | Guanyadora |
| 2014 | Millor base de fans   | Miley Cyrus              | Nominada   |
| 2018 | Millor base de fans   | Miley Cyrus              | Nominada   |
| 2018 | Millors video musical | Malibu                   | Nominada   |
| 2018 | Millor mascota        | Pig Pig                  | Nominada   |
| 2020 | Millor versió         | Black Dog (Led Zepellin) | Nominada   |
| 2021 | Millor versió         | Heart Of Glass (Blondie) | Pendent    |

## J-14 Teen Icon Awards
| Any  | Treball de Nominació                        | Categoria                                  | Resultat   |
| ---- | ------------------------------------------- | ------------------------------------------ | ---------- |
| 2011 | Miley Cyrus                                 | Twitter Icònic                             | Guanyadora |
| 2011 | Miley Cyrus                                 | Cor Icònic per la Fundació Starkey Hearing | Guanyadora |
| 2011 | Miley Cyrus i Liam Hemsworth                | Parella Icònica                            | Guanyadora |
| 2012 | Miley Cyrus                                 | Twitter Icònic                             | Guanyadora |
| 2012 | Miley Cyrus                                 | Estrella Femenina Icònica                  | Guanyadora |
| 2012 | Miley Cyrus                                 | Iniciadora de Moes Icònica                 | Guanyadora |
| 2012 | Miley Cyrus                                 | Icona de l'Any                             | Nominada   |
| 2012 | Miley Cyrus i Liam Hemsworth                | Parella Icònica                            | Guanyadora |
| 2012 | «You're Gonna Make Me Lonesome When You Go» | Video Musical Icònic                       | Nominada   |
| 2013 | Miley Cyrus                                 | Twitter Icònic                             | Guanyadora |
| 2013 | Miley Cyrus                                 | Icona de l'Any                             | Guanyadora |
| 2013 | Miley Cyrus                                 | Estrella Femenina Icònica                  | Guanyadora |
| 2013 | Miley Cyrus                                 | Cantant Femenina Icònica                   | Guanyadora |
| 2013 | Miley Cyrus                                 | Rebelde Icònica                            | Guanyadora |
| 2013 | «Wrecking Ball»                             | Video Musical Icònic                       | Guanyadora |
| 2013 | Smilers                                     | Club de Fans Icònic                        | Guanyadora |
| 2014 | Miley Cyrus                                 | Cantant Femenina Icònica                   | Guanyadora |
| 2014 | Miley Cyrus                                 | Twitter Icònic                             | Guanyadora |
| 2014 | Miley Cyrus                                 | Instagram Icònic                           | Nominada   |
| 2014 | Miley Cyrus                                 | Rebel Icònica                              | Nominada   |
| 2014 | Bubba Sue (cerdito)                         | Millor mascota de famós                    | Guanyadora |

## Kids Choice Awards

### Kids Choice Awards Argentina
| Any  | Categoria                       | Treball     | Resultat |
| ---- | ------------------------------- | ----------- | -------- |
| 2011 | Cantant Internacional Preferida | Miley Cyrus | Nominada |

### Kids Choice Awards Australia
| Any  | Categoria                              | Treball                                        | Resultat   |
| ---- | -------------------------------------- | ---------------------------------------------- | ---------- |
| 2008 | Cantant Internacional Preferida        | Miley Cyrus                                    | Guanyadora |
| 2008 | Estrella de TV Internacional Preferida | Hannah Montana                                 | Guanyadora |
| 2009 | Cantant Internacional Preferida        | Miley Cyrus                                    | Nominada   |
| 2009 | Estrella de TV Internacional Preferida | Hannah Montana                                 | Nominada   |
| 2010 | Estrella del Cinema Preferida          | La última cançó                                | Guanyadora |
| 2010 | Petó Preferit                          | La última cançó (compartit amb Liam Hemsworth) | Guanyadors |
| 2010 | Parella Preferida                      | La última cançó (compartit amb Liam Hemsworth) | Nominats   |

### Nickelodeon Kids Choice Awards|Kids Choice Awards Estats Units
| Any  | Categoria                              | Treball                   | Resultat   |
| ---- | -------------------------------------- | ------------------------- | ---------- |
| 2007 | Actriu de TV Preferida                 | Hannah Montana            | Guanyadora |
| 2008 | Actriu de TV Preferida                 | Hannah Montana            | Guanyadora |
| 2008 | Cantant Femenina Preferida             | Miley Cyrus               | Guanyadora |
| 2009 | Cantant Femenina Preferida             | Miley Cyrus               | Guanyadora |
| 2009 | Actriu de TV Preferida                 | Hannah Montana            | Nominada   |
| 2009 | Veu Preferida d'Una Pel·lícula Animada | Bolt                      | Nominada   |
| 2010 | Actriu de TV Preferida                 | Hannah Montana            | Nominada   |
| 2010 | Cantant Femenina Preferida             | Miley Cyrus               | Nominada   |
| 2010 | Actriu de CinemaPreferida              | Hannah Montana: The Movie | Guanyadora |
| 2010 | Cançó Preferida                        | Party in the U.S.A        | Nominada   |
| 2011 | Actriu de TV Preferida                 | Hannah Montana            | Nominada   |
| 2011 | Cantant Femenina Preferida             | Miley Cyrus               | Nominada   |
| 2011 | Actriu de CinemaPreferida              | La última cançó           | Guanyadora |
| 2014 | Cançó Preferida                        | Wrecking Ball             | Nominada   |

### Kids Choice Awards Mèxic
| Any  | Categoria                                | Treball        | Resultat |
| ---- | ---------------------------------------- | -------------- | -------- |
| 2010 | Personatge Internacional Femení Preferit | Hannah Montana | Nominada |

### Kids Choice Awards Regne Unit
| Any  | Categoria                         | Treball        | Resultat   |
| ---- | --------------------------------- | -------------- | ---------- |
| 2007 | Millor Actriu de TV               | Hannah Montana | Nominada   |
| 2008 | Estrella de TV Femenina Preferida | Hannah Montana | Guanyadora |

## Libby Awards
| Any  | Categoria  | Treball                                 | Resultat   |
| ---- | ---------- | --------------------------------------- | ---------- |
| 2017 | Ella misma | Premi especial: Millor veu dels animals | Guanyadora |

## Latin Music Italian Awards
| Any  | Categoria       | Treball                                        | Resultat   |
| ---- | --------------- | ---------------------------------------------- | ---------- |
| 2014 | «Wrecking Ball» | Millor cançó internacional de l'any            | Guanyadora |
| 2014 | «We Can't Stop» | Millor vídeo femení internacional de l'any     | Guanyadora |
| 2014 | Miley Cyrus     | Millor artista femenina internacional de l'any | Guanyadora |
| 2017 | Miley Cyrus     | Millor artista femenina internacional de l'any | Nominada   |

## Lunas del Auditorio
| Any  | Categoria          | Treball     | Resultat |
| ---- | ------------------ | ----------- | -------- |
| 2015 | Millor artista pop | Miley Cyrus | Nominada |

## Make-a-Wish Foundation
| Any  | Categoria    | Treball        | Resultat   |
| ---- | ------------ | -------------- | ---------- |
| 2012 | Ella mateixa | Premi especial | Guanyadora |

## MTV Awards

### Los Premios MTV Latinoamérica
| Any  | Categoria                              | Treball     | Resultat   |
| ---- | -------------------------------------- | ----------- | ---------- |
| 2008 | Millor Artista Revelació Internacional | Miley Cyrus | Guanyadora |
| 2009 | Millor Artista Pop - Internacional     | Miley Cyrus | Nominada   |
| 2009 | Premi Artista Fashionista - Femenina   | Miley Cyrus | Nominada   |

### MTV Anuari Awards
| Any  | Categoria | Treball                                    | Resultat |
| ---- | --------- | ------------------------------------------ | -------- |
| 2011 | Romanç    | Miley Cyrus (compartit amb Liam Hemsworth) | Nominats |

### MTV Europe Music Awards
| Any  | Categoria                              | Treball                       | Resultat   |
| ---- | -------------------------------------- | ----------------------------- | ---------- |
| 2008 | Millor Artista Nova                    | Miley Cyrus                   | Nominada   |
| 2010 | Millor Artista Femenina                | Miley Cyrus                   | Nominada   |
| 2010 | Millor Artista Pop                     | Miley Cyrus                   | Nominada   |
| 2013 | Millor Artista Femenina                | Miley Cyrus                   | Nominada   |
| 2013 | Millor Artista Pop                     | Miley Cyrus                   | Nominada   |
| 2013 | Actuació Internacional de Norteamérica | Miley Cyrus                   | Nominada   |
| 2013 | Millor Artista estatunidenca           | Miley Cyrus                   | Guanyadora |
| 2013 | Millor Video                           | «Wrecking Ball»               | Guanyadora |
| 2014 | Millor Artista Pop                     | Miley Cyrus                   | Nominada   |
| 2015 | Millor Artista Femenina                | Miley Cyrus                   | Nominada   |
| 2017 | Millor Artista                         | Miley Cyrus                   | Nominada   |
| 2017 | Millor Artista Pop                     | Miley Cyrus                   | Nominada   |
| 2019 | Millor Artista                         | Miley Cyrus                   | Nominada   |
| 2019 | Millor Colaboración                    | «Nothing Breaks Like a Heart» | Nominada   |
| 2020 | Millor Artista Estadounidense          | Miley Cyrus                   | Pendent    |
| 2020 | Millor Artista                         | Miley Cyrus                   | Pendent    |

### MTV Fans Music Awards
| Any  | Categoria                  | Treball              | Resultat   |
| ---- | -------------------------- | -------------------- | ---------- |
| 2011 | Millor Video Femenino      | «Who Owns My Heart»  | Nominada   |
| 2011 | Millor Pop                 | Miley Cyrus          | Guanyadora |
| 2011 | Millor Cançó de Pel·lícula | «When I Look at You» | Nominada   |

### MTV Movie Awards
| Any  | Categoria                        | Treball                   | Resultat   |
| ---- | -------------------------------- | ------------------------- | ---------- |
| 2009 | Millor Cançó Para Una Pel·lícula | «The Climb»               | Guanyadora |
| 2009 | Actuació Femenina Revelació      | Hannah Montana: The Movie | Nominada   |

### MTV Millennial Awards
| Any  | Categoria                                               | Treball     | Resultat   |
| ---- | ------------------------------------------------------- | ----------- | ---------- |
| 2014 | Millor Estrella Global en Instagram                     | Miley Cyrus | Guanyadora |
| 2015 | Millor Estrella Global en Instagram                     | Miley Cyrus | Nominada   |
| 2015 | Peor Fallo (por la polémica del Bangerz Tour en México) | Miley Cyrus | Nominada   |

### MTV Video Music Awards
| Any  | Categoria                  | Treball             | Resultat   |
| ---- | -------------------------- | ------------------- | ---------- |
| 2008 | Millor Artista Nou         | «7 Things»          | Nominada   |
| 2009 | Millor Edición de un Vídeo | «7 Things»          | Nominada   |
| 2013 | Millor Vídeo Femenino      | «We Can't Stop»     | Nominada   |
| 2013 | Millor Vídeo Pop           | «We Can't Stop»     | Nominada   |
| 2013 | Millor Edición             | «We Can't Stop»     | Nominada   |
| 2013 | Millor Cançó de l'Estiu    | «We Can't Stop»     | Nominada   |
| 2014 | Video de l'Any             | «Wrecking Ball»     | Guanyadora |
| 2014 | Millor Dirección           | «Wrecking Ball»     | Nominada   |
| 2017 | Millor Video Pop           | «Malibu»            | Nominada   |
| 2019 | Millor Himno Empoderador   | «Mother's Daughter» | Nominada   |
| 2019 | Millor Cançó de l'Estiu    | «Mother's Daughter» | Nominada   |
| 2020 | Millor Edición             | «Mother's Daughter» | Guanyadora |
| 2020 | Millor Dirección de Arte   | «Mother's Daughter» | Guanyadora |
| 2020 | Millor Cançó de l'Estiu    | "Midnight Sky"      | Nominada   |

### MTV Video Music Awards Japó
| Any  | Categoria             | Treball                                     | Resultat   |
| ---- | --------------------- | ------------------------------------------- | ---------- |
| 2014 | Millor Vídeo Femenino | «We Can't Stop»                             | Guanyadora |
| 2014 | Millor Vídeo Reggae   | «Ashtrays and Heartbreaks» (con Snoop Lion) | Nominada   |

### MTV Awards Itàlia
| Any  | Categoria                | Treball         | Resultat |
| ---- | ------------------------ | --------------- | -------- |
| 2014 | Millor Vídeo             | «Wrecking Ball» | Nominada |
| 2014 | Millor Artista Femenina  | Miley Cyrus     | Nominada |
| 2014 | Millor Artista Twitter   | Miley Cyrus     | Nominada |
| 2015 | Millor Artista           | Miley Cyrus     | Nominada |
| 2015 | Millor Artista Instagram | Miley Cyrus     | Nominada |
| 2017 | Millor Artista-Saga      | Miley Cyrus     | Nominada |

### MTV Video Music Brasil
| Any  | Categoria                    | Treball     | Resultat   |
| ---- | ---------------------------- | ----------- | ---------- |
| 2008 | Millor Artista Internacional | Miley Cyrus | Nominada   |
| 2009 | Millor Artista Internacional | Miley Cyrus | Guanyadora |
| 2009 | Millor Álbum Internacional   | Breakout    | Guanyadora |

### MTV Music Awards Àfrica
| Any  | Categoria                    | Treball     | Resultat |
| ---- | ---------------------------- | ----------- | -------- |
| 2014 | Millor Artista Internacional | Miley Cyrus | Nominada |

## MuchMusic Video Awards
| Any  | Categoria                                | Treball             | Resultat   |
| ---- | ---------------------------------------- | ------------------- | ---------- |
| 2008 | Millor Video Internacional - Solista     | Start All Over      | Nominada   |
| 2009 | Video Internacional de l'Any             | The Climb           | Nominada   |
| 2010 | Video Internacional de l'Any - Solista   | Party in the U.S.A. | Guanyadora |
| 2010 | UR Video Internacional Preferit          | Party in the U.S.A. | Nominada   |
| 2014 | Artista Internacional de l'Any - Solista | Miley Cyrus         | Nominada   |
| 2014 | Millor Video Internacional Preferit      | Wrecking Ball       | Nominada   |

## Music Choice Awards
| Any  | Categoria                 | Treball     | Resultat   |
| ---- | ------------------------- | ----------- | ---------- |
| 2013 | Artista Femenina de l'Any | Miley Cyrus | Guanyadora |

## Music Society Awards
| Any  | Categoria      | Treball     | Resultat |
| ---- | -------------- | ----------- | -------- |
| 2016 | Premi Elección | Miley Cyrus | Nominada |

## Mix FM Awards
| Any  | Categoria      | Treball       | Resultat   |
| ---- | -------------- | ------------- | ---------- |
| 2013 | Cançó de l'Any | We Can't Stop | Guanyadora |

## MYX Music Awards
| Any  | Categoria                            | Treball       | Resultat |
| ---- | ------------------------------------ | ------------- | -------- |
| 2009 | Video Musical Internacional Preferit | 7 Things      | Nominada |
| 2010 | Video Internacional Preferit         | The Climb     | Nominada |
| 2014 | Video Internacional Preferit         | Wrecking Ball | Nominada |

## NewNowNext Awards
| Any  | Categoria      | Treball     | Resultat |
| ---- | -------------- | ----------- | -------- |
| 2013 | Millor artista | Miley Cyrus | Nominada |

## NME Awards
| Any  | Categoria        | Treball     | Resultat |
| ---- | ---------------- | ----------- | -------- |
| 2014 | Villano de l'Any | Miley Cyrus | Nominada |

## NRJ Music Awards
| Any  | Categoria                               | Treball       | Resultat |
| ---- | --------------------------------------- | ------------- | -------- |
| 2013 | Artista femenina internacional de l'any | Miley Cyrus   | Nominada |
| 2013 | Video de l'Any                          | Wrecking Ball | Nominada |
| 2017 | Artista femenina internacional de l'any | Miley Cyrus   | Nominada |
| 2020 | Artista femenina internacional de l'any | Miley Cyrus   | Pendent  |

## PETA's Annual Libby Award
| Any  | Categoria                   | Treball     | Resultat   |
| ---- | --------------------------- | ----------- | ---------- |
| 2016 | Millor veu para los animals | Miley Cyrus | Guanyadora |

## People's Choice Awards
| Any  | Categoria                           | Treball                   | Resultat   |
| ---- | ----------------------------------- | ------------------------- | ---------- |
| 2010 | Celebritat de la Web Preferida      | Miley Cyrus               | Nominada   |
| 2010 | Actriu de CinemaRevelació Preferida | Hannah Montana: The Movie | Guanyadora |
| 2014 | Millor àlbum                        | Bangerz                   | Nominada   |
| 2014 | Millor vídeo                        | Wrecking Ball             | Nominada   |
| 2019 | Millor artista femenina             | Miley Cyrus               | Nominada   |
| 2019 | Millor social media                 | Miley Cyrus               | Nominada   |
| 2020 | Millor artista femenina             | Miley Cyrus               | Pendent    |

## Premis 40 Principales
| Any  | Categoria                        | Treball                     | Resultat |
| ---- | -------------------------------- | --------------------------- | -------- |
| 2014 | Millor Cançó Internacional       | Wrecking Ball               | Nominada |
| 2014 | Millor Vídeo Internacional       | Wrecking Ball               | Nominada |
| 2019 | Videoclip de l'Any Internacional | Nothing Breaks Like a Heart | Nominada |
| 2019 | Artista de l'Any Internacional   | Miley Cyrus                 | Nominada |

## Premis Telehit
| Any  | Categoria                            | Treball         | Resultat |
| ---- | ------------------------------------ | --------------- | -------- |
| 2011 | Millor Artista Juvenil Internacional | Miley Cyrus     | Nominada |
| 2013 | Video més popular en Telehit         | «We Can't Stop» | Nominada |
| 2013 | Artista més popular en Telehit       | Miley Cyrus     | Nominada |
| 2014 | Millor vídeo musical                 | «Adore You»     | Nominada |

## Premis TKM
| Any  | Categoria                    | Treball                      | Resultat   |
| ---- | ---------------------------- | ---------------------------- | ---------- |
| 2013 | Millor Cantant Femenina      | Miley Cyrus                  | Guanyadora |
| 2013 | Millor Celebritat de Twitter | Miley Cyrus                  | Guanyadora |
| 2013 | Millor Look                  | Miley Cyrus                  | Guanyadora |
| 2013 | Ruptura de l'any             | Miley Cyrus & Liam Hemsworth | Guanyadora |
| 2013 | Millor Escándalo             | Miley Cyrus                  | Nominada   |

## Razzie Awards
| Any  | Categoria   | Treball                   | Resultat |
| ---- | ----------- | ------------------------- | -------- |
| 2010 | Peor Actriu | Hannah Montana: The Movie | Nominada |
| 2011 | Peor Actriu | La última cançó           | Nominada |

## Radio Disney Music Awards
| Any  | Treball de Nominación   | Categoria                                                       | Resultat   |
| ---- | ----------------------- | --------------------------------------------------------------- | ---------- |
| 2006 | Miley Cyrus             | Millor Cantant Femenina                                         | Guanyadora |
| 2006 | Miley Cyrus             | Millor Artista Nova                                             | Guanyadora |
| 2006 | Miley Cyrus             | Cantant més a la Moda                                           | Guanyadora |
| 2006 | Miley Cyrus             | Estrella de TV Preferida que Canta                              | Guanyadora |
| 2006 | The Best of Both Worlds | Millor Cançó para Poner Devuelta                                | Guanyadora |
| 2006 | The Best of Both Worlds | Millor Cançó                                                    | Guanyadora |
| 2006 | I Got Nerve             | Millor Cançó para Escuchar mientras te Preparas para la Escuela | Guanyadora |

## Shot Music Awards
| Any  | Categoria       | Treball                                 | Resultat    |
| ---- | --------------- | --------------------------------------- | ----------- |
| 2012 | Millor Estrella | Miley Cyrus (compartit amb Demi Lovato) | Guanyadoras |

## Shorty Awards
| Any  | Categoria         | Treball     | Resultat |
| ---- | ----------------- | ----------- | -------- |
| 2018 | Millor celebritat | Miley Cyrus | Nominada |

## Teen Choice Awards
| Any  | Categoria                                     | Treball                   | Resultat   |
| ---- | --------------------------------------------- | ------------------------- | ---------- |
| 2006 | TV - Millor Estrella Revelació                | Hannah Montana            | Nominada   |
| 2007 | Millor Actriu de TV: Comèdia                  | Hannah Montana            | Guanyadora |
| 2007 | Millor Artista de l'Estiu                     | Miley Cyrus               | Guanyadora |
| 2008 | Millor Actriu de TV: Comèdia                  | Hannah Montana            | Guanyadora |
| 2008 | Millor Música: Senzill                        | «See You Again»           | Nominada   |
| 2008 | Millor Música: Artista Femenina               | Miley Cyrus               | Guanyadora |
| 2008 | Millors Seguidors                             | Miley Cyrus               | Nominada   |
| 2008 | Millor Cançó de l'Estiu                       | «7 Things»                | Nominada   |
| 2009 | Millor Cançó de l'Estiu                       | «Before the Storm»        | Guanyadora |
| 2009 | Millor Música: Senzill                        | «The Climb»               | Guanyadora |
| 2009 | Millor Música: Artista Femenina               | Miley Cyrus               | Nominada   |
| 2009 | Millor Cinema: Parella                        | Hannah Montana: The Movie | Nominats   |
| 2009 | Millor Actriu de Cinema: Música i Ball        | Hannah Montana: The Movie | Guanyadora |
| 2009 | Millor Cinema: Histeriquejada                 | Hannah Montana: The Movie | Guanyadora |
| 2009 | Millor Actriu de TV: Comèdia                  | Hannah Montana            | Guanyadora |
| 2009 | Millor Icona en la Catifa Vermella - Femenina | Miley Cyrus               | Nominada   |
| 2009 | Millor Celebritat Femenina                    | Miley Cyrus               | Nominada   |
| 2009 | Artista Femenina més Atractiva                | Miley Cyrus               | Nominada   |
| 2010 | Millor Actriu de Cinema: Drama                | La última cançó           | Nominada   |
| 2010 | Millor Cinema: Histeriquejada                 | La última cançó           | Guanyadora |
| 2010 | Millor Pel·lícula: Ball                       | La última cançó           | Nominats   |
| 2010 | Millor Cinema: Parella                        | La última cançó           | Nominats   |
| 2010 | Millor Cinema: Química                        | La última cançó           | Nominats   |
| 2010 | Millor Música: Artista Femenina               | Miley Cyrus               | Nominada   |
| 2010 | Millor Icona en la Catifa Vermella: Femenina  | Miley Cyrus               | Nominada   |
| 2010 | Millor Música: Senzill                        | «Can't Be Tamed»          | Nominada   |
| 2010 | Millor Música: Cançó d'Amor                   | «When I Look At You»      | Guanyadora |
| 2010 | Millor Línia de Roba de Celebritat            | Miley Cyrus               | Guanyadors |
| 2010 | Millors Seguidors                             | Miley Cyrus               | Nominada   |
| 2010 | Millor Estrella Musical de l'Estiu: Femenina  | Miley Cyrus               | Nominada   |
| 2011 | Millor Icona en la Catifa Vermella: Femenina  | Miley Cyrus               | Nominada   |
| 2011 | Millor Actriu de TV: Comèdia                  | Hannah Montana            | Nominada   |
| 2012 | Millor Actriu de Cinema: Romanç               | LOL                       | Nominada   |
| 2012 | Millor Icona Femenina                         | Miley Cyrus               | Nominada   |
| 2012 | Millor Artista Femenina més Atractiva         | Miley Cyrus               | Guanyadora |
| 2012 | Millor Twitter                                | Miley Cyrus               | Nominada   |
| 2013 | TV: Millor Robatori d'Escena per una Dona     | Two and a Half Men        | Guanyadora |
| 2013 | Millor Cançó d'Artista Femenina               | «We Can't Stop»           | Nominada   |
| 2013 | Millor Cançó de l'Estiu                       | «We Can't Stop»           | Guanyadora |
| 2013 | Iniciadora de Modes Fashion de Candie         | Miley Cyrus               | Guanyadora |
| 2013 | Dona més Atractiva                            | Miley Cyrus               | Nominada   |
| 2013 | Estrella de l'Estiu                           | Miley Cyrus               | Nominada   |
| 2014 | Millor artista femenina                       | Miley Cyrus               | Nominada   |
| 2014 | Millor Artista en Instagram                   | Miley Cyrus               | Guanyadora |
| 2015 | Dona més atractiva                            | Miley Cyrus               | Nominada   |
| 2015 | Reina de les Xarxes Socials                   | Miley Cyrus               | Nominada   |
| 2016 | Millors Selfies                               | Miley Cyrus               | Nominada   |
| 2016 | Reina de les Xarxes Socials                   | Miley Cyrus               | Nominada   |
| 2017 | Ultimate Choice Award                         | Miley Cyrus               | Guanyadora |
| 2017 | Millor Cantant Femenina                       | Miley Cyrus               | Nominada   |
| 2017 | Millor Cantant Femenina de l'Estiu            | Miley Cyrus               | Nominada   |
| 2017 | Millor Cançó d'Artista Femenina               | «Malibu»                  | Nominada   |
| 2017 | Millor Cançó de l'Estiu                       | «Malibu»                  | Nominada   |

## Teen Vogue Instawards
| Any  | Categoria                  | Treball     | Resultat |
| ---- | -------------------------- | ----------- | -------- |
| 2014 | Millors Selfies            | Miley Cyrus | Nominada |
| 2014 | Millor artista a Instagram | Miley Cyrus | Nominada |

## VarietyAwards

### Variety Women’s Impact Report
| Any  | Categoria      | Treball     | Resultat   |
| ---- | -------------- | ----------- | ---------- |
| 2015 | Premi Solidari | Miley Cyrus | Guanyadora |

### Variety - Power of Women
| Any  | Categoria                  | Treball     | Resultat   |
| ---- | -------------------------- | ----------- | ---------- |
| 2016 | Premi Honorífic - Solidari | Miley Cyrus | Guanyadora |

## VEVOCertified
| Any  | Categoria              | Treball                                                                  | Resultat   |
| ---- | ---------------------- | ------------------------------------------------------------------------ | ---------- |
| 2009 | 100 milions de visites | «7 Things»                                                               | Guanyadora |
| 2010 | 100 milions de visites | «Party in the U.S.A.»                                                    | Guanyadora |
| 2010 | 100 milions de visites | «The Climb»                                                              | Guanyadora |
| 2012 | 100 milions de visites | «Can't Be Tamed»                                                         | Guanyadora |
| 2013 | 100 milions de visites | «We Can't Stop»                                                          | Guanyadora |
| 2013 | 100 milions de visites | «Wrecking Ball»                                                          | Guanyadora |
| 2013 | 100 milions de visites | «23» (compartit amb Mike Will Made It, Wiz Khalifa i Juicy J)            | Guanyadora |
| 2014 | 100 milions de visites | «When I Look at You»                                                     | Guanyadora |
| 2014 | 100 milions de visites | «Who Owns My Heart»                                                      | Guanyadora |
| 2014 | 100 milions de visites | «Feelin' Myself» (compartit amb will.i.am, French Montana i Wiz Khalifa) | Guanyadora |
| 2015 | 100 milions de visites | «Adore You»                                                              | Guanyadora |
| 2017 | 100 milions de visites | «Wrecking Ball» (Directors Cut)                                          | Guanyadora |
| 2017 | 100 milions de visites | «Malibu»                                                                 | Guanyadora |

## Virtual APRA Music Awards
| Any  | Categoria                         | Treball                       | Resultat |
| ---- | --------------------------------- | ----------------------------- | -------- |
| 2020 | Most Performed International Work | «Nothing Breaks Like a Heart» | Nominada |

## Virgin Media Music Awards
| Any  | Categoria             | Treball        | Resultat   |
| ---- | --------------------- | -------------- | ---------- |
| 2010 | Millor Video de l'Any | Can't Be Tamed | Guanyadora |
| 2011 | Dona Més Atractiva    | Miley Cyrus    | Nominada   |

## Premis Young Artist
| Any  | Categoria                                                                      | Treball                                                                                | Resultat   |
| ---- | ------------------------------------------------------------------------------ | -------------------------------------------------------------------------------------- | ---------- |
| 2007 | Millor Actuació en Una Sèrie de TV (Comèdia o Drama) - Actriu Jove Protagónica | Hannah Montana                                                                         | Nominada   |
| 2008 | Millor Actuació en Una Sèrie de TV (Comèdia o Drama) - Actriu Jove Protagónica | Hannah Montana                                                                         | Guanyadora |
| 2008 | Millor Elenc Jove en Una Sèrie de TV                                           | Hannah Montana (compartit amb Emily Osment, Mitchel Musso, Moises Arias i Cody Linley) | Nominats   |
| 2009 | Millor Actuació en Una Sèrie de TV (Comèdia o Drama) - Actriu Jove Protagónica | Hannah Montana                                                                         | Nominada   |
| 2010 | Millor Actuació en Una Sèrie de TV (Comèdia o Drama) - Actriu Jove Protagónica | Hannah Montana                                                                         | Nominada   |

## YouTube Music Awards
| Any  | Categoria                               | Treball         | Resultat   |
| ---- | --------------------------------------- | --------------- | ---------- |
| 2013 | Vídeo de l'Any                          | «We Can't Stop» | Nominada   |
| 2015 | Premi Honorífic (50 artistes per veure) | Miley Cyrus     | Guanyadora |

## World Music Awards
| Any  | Categoria                         | Treball         | Resultat   |
| ---- | --------------------------------- | --------------- | ---------- |
| 2014 | Millor Álbum del Món              | «Bangerz»       | Nominada   |
| 2014 | Millor Cançó del Món              | «Adore You»     | Nominada   |
| 2014 | Millor Vídeo del Món              | «Adore You»     | Nominada   |
| 2014 | Millor Cançó del Món              | «Wrecking Ball» | Nominada   |
| 2014 | Millor Vídeo del Món              | «Wrecking Ball» | Guanyadora |
| 2014 | Millor Cançó del Món              | «We Can't Stop» | Nominada   |
| 2014 | Millor Vídeo del Món              | «We Can't Stop» | Nominada   |
| 2014 | Millor Cançó del Món              | «23»            | Nominada   |
| 2014 | Millor Vídeo del Món              | «23»            | Nominada   |
| 2014 | Millor Cançó del Món              | «Fall Down»     | Nominada   |
| 2014 | Millor Artista Femenina Mundial   | Miley Cyrus     | Guanyadora |
| 2014 | Millor Artista Pop Rock           | Miley Cyrus     | Guanyadora |
| 2014 | Artista més Comentada a Facebook  | Miley Cyrus     | Guanyadora |
| 2014 | Millor Artista en Directe Mundial | Miley Cyrus     | Nominada   |
| 2014 | Artista de l'Any Mundial          | Miley Cyrus     | Nominada   |
| 2014 | Millor Base de Fans               | Miley Cyrus     | Nominada   |
| 2015 | Millor Artista en Directe Mundial | Miley Cyrus     | Nominada   |
| 2015 | Millor Artista Femenina Mundial   | Miley Cyrus     | Nominada   |
| 2015 | Millor Artista Mundial            | Miley Cyrus     | Nominada   |

## Z Awards
| Any  | Categoria                | Treball     | Resultat |
| ---- | ------------------------ | ----------- | -------- |
| 2007 | Millor artista revelació | Miley Cyrus | Nominada |

## 4Music Video Honours Awards
| Any  | Categoria               | Treball     | Resultat |
| ---- | ----------------------- | ----------- | -------- |
| 2014 | Millor artista femenina | Miley Cyrus | Nominada |